# جاناتان کوجیا
جاناتان کوجیا (انگلیسی: Jonathan Kodjia؛ زادهٔ ۲۲ اکتبر ۱۹۸۹) بازیکن فوتبال اهل فرانسه است.
از باشگاه‌هایی که در آن بازی کرده‌است می‌توان به باشگاه فوتبال آنژه، باشگاه ورزشی آمیان، باشگاه فوتبال کان، باشگاه فوتبال استون ویلا، باشگاه فوتبال استاد رنس، و باشگاه فوتبال بریستول سیتی اشاره کرد.
وی همچنین در تیم ملی فوتبال ساحل عاج بازی کرده‌است.